# ボディコート
ボディコート（英語名:Bodycote plc）は、イギリスに本社をおく、世界最大手の熱処理加工会社。

## 概要
熱処理受託加工およびHIP処理サービスでは世界最大手で、現在27ヶ国181ヶ所以上の拠点を持ち、5500人超の従業員を雇用している。ロンドン証券取引所上場企業で、FTSE250種総合株価指数銘柄。アジアには6拠点あり、日本法人は名古屋。

## 沿革
- 1923年 英国チェシャー州に織物会社として設立。ボディコート家は3つのニットウェア工場を運営するまでに成長。
- 1969年 スレーター・ウォーカー・グループと合併。
- 1970年 代初頭までには欧州最大手の織物企業に発展。
- 1979年 英国の熱処理受託会社Blandburgh社を買収し、今日の金属処理部門の基礎となる。
- 1980年代～1990年初頭にかけて次々と買収をし、1990年代からは海外進出を中心に業界最大手企業までに成長を果たす。
- 2008年　日本市場に参入[1]。　社名＝ボディコート・ジャパン株式会社[2](英:Bodycote Japan K.K.)

## 主要サービス
- 熱処理受託加工及び金属接合[3]
- 真空熱処理
- 浸炭
- 窒化
- アクティブスクリーンプラズマ窒化
- ろう付
- 高周波熱処理
- ボロナイジング
- シェラダイジング
- コールスタライジング (Kolsterising)
- 電子ビーム溶接加工(EBW)
- 高速フレーム溶射(HVOF)
- Nadcap(航空宇宙部品の特殊工程)
- 熱間静水圧プレス・熱間等方圧加圧・Hot Isostatic Pressing (HIP処理)[4]
- 冷間静水圧プレス・冷間等方圧加圧・Cold Isostatic Pressing (CIP処理)
- 表面処理・溶射

## 拠点
- オーストリア
- ベルギー
- チェコ
- デンマーク
- フィンランド
- フランス
- ドイツ
- ハンガリー
- イタリア
- リヒテンシュタイン
- オランダ
- ポーランド
- ルーマニア
- スウェーデン
- スイス
- トルコ
- イギリス
- アメリカ
- カナダ
- メキシコ
- ブラジル
- アルゼンチン
- アラブ首長国連邦
- インド
- 中国
- シンガポール
- 日本 (世界に181ヶ所)

## 商標一覧
- Corr-I-Dur®
- DENSAL®
- DENSAL® II
- Kolsterising®

## 加盟団体
- 社団法人中部航空宇宙技術センター
- 社団法人中部経済連合会
- 名古屋商工会議所
- 在日米国商工会議所(ACCJ)
- 日本金属熱処理工業会
- 中部金属熱処理共同組合
- 日本熱処理技術協会
- 社団法人日本工業炉協会
- 日本粉末冶金工業会
- 粉体粉末冶金協会
- 名古屋産業人クラブ
- 栃木航空宇宙懇話会